# Valdir
Valdir Henrique Barbosa da Silva (* 3. April 1998 in Aral Moreira) ist ein brasilianischer Fußballspieler.

## Karriere
Valdir spielte in der Saison 2019 für den Viertligisten AA Coruripe, für den er zu zwei Einsätzen in der Série D kam. Im Juli 2019 wechselte er zum Decisão FC, der ihn im September 2019 bis zum Ende der Saison 2019 an den CA Linense verlieh. Zur Saison 2020 kehrte er wieder zu Decisão zurück. Im Juli 2020 wechselte er ein zweites Mal zu Coruripe, wo er diesmal allerdings nur einmal in der Staatsmeisterschaft von Alagoas zum Einsatz kam. Im November 2020 wechselte er zum CS Maruinense, für den er neunmal in der Staatsmeisterschaft von Sergipe spielte.
Im Juli 2021 wechselte der Angreifer zum österreichischen Bundesligisten SV Ried, bei dem er einen bis Juni 2023 laufenden Vertrag erhielt. Sein Debüt in der Bundesliga gab er im August 2021, als er am zweiten Spieltag der Saison 2021/22 gegen den FC Red Bull Salzburg in der 68. Minute für Seifedin Chabbi eingewechselt wurde. Für Ried kam er insgesamt zu fünf Bundesligaeinsätzen. Bereits im Dezember 2021 wurde sein Vertrag bei den Oberösterreichern wieder aufgelöst.
Daraufhin wechselte der Brasilianer im Januar 2022 innerhalb Österreichs zum Zweitligisten Kapfenberger SV, wo er ebenfalls bis Juni 2023 unterschrieb. Für Kapfenberg kam er zu insgesamt zehn Einsätzen in der 2. Liga. Zur Saison 2022/23 wechselte er zum Vorarlberger Regionalligisten VfB Hohenems.